# Ángel de Saavedra
Pour les articles homonymes, voir Saavedra.
Ángel de Saavedra y Ramírez de Baquedano, duc de Rivas, né le 10 mars 1791 à Cordoue et mort le 22 juin 1865 à Madrid, est un dramaturge, poète et homme d'État espagnol principalement connu pour ses pièces de théâtre, comme Don Álvaro o la Fuerza del sino (1835). Cette œuvre a par la suite servi de base pour le livret de l'opéra de Verdi La Force du destin, rédigé par Francesco Maria Piave.

## Biographie

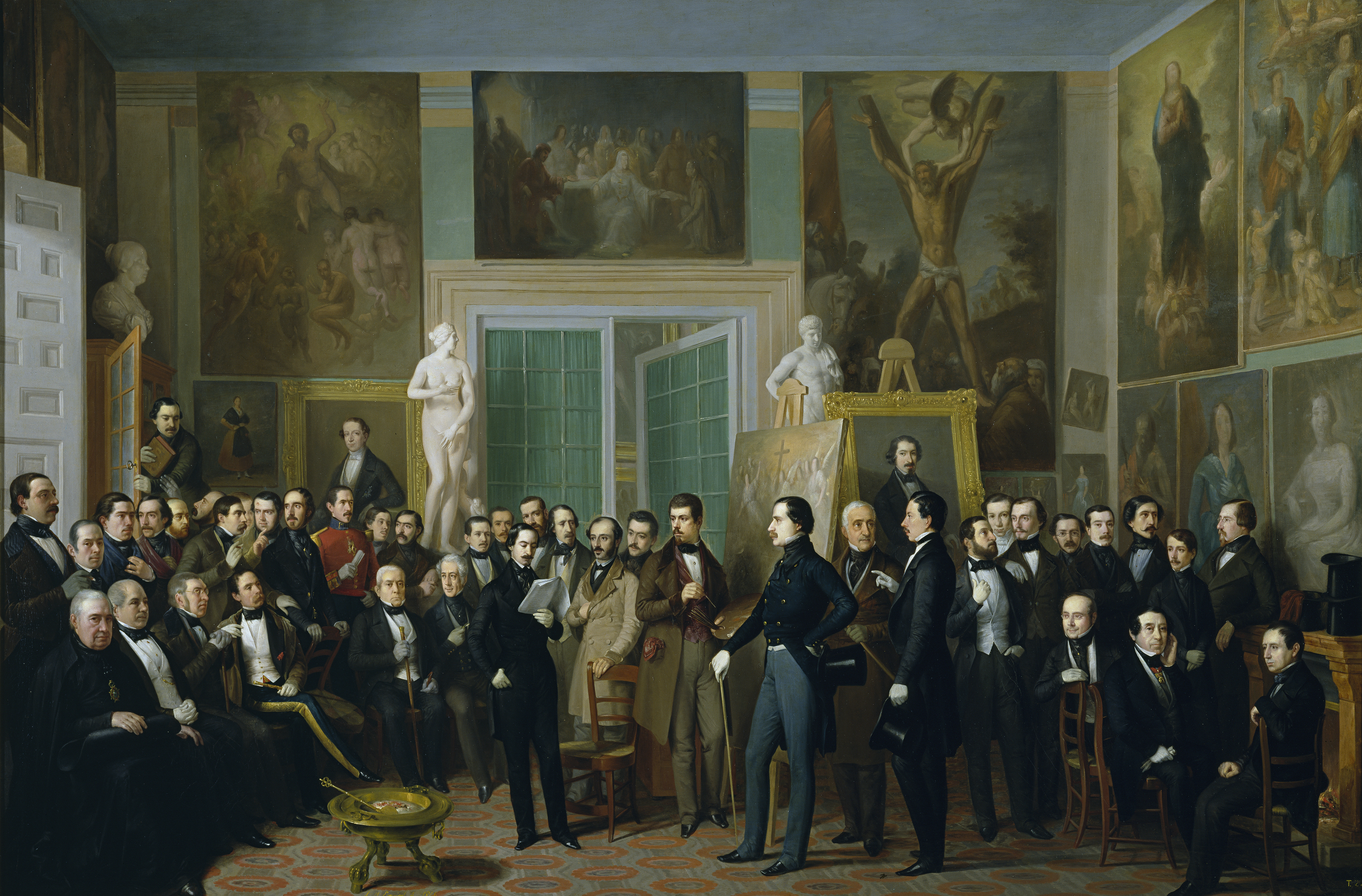
Ángel de Saavedra représenté dans La Réunion des poètes d'Antonio María Esquivel (1846).

De 1820 à 1823, il est un membre influent du parti libéral.
Condamné à mort en 1823 pour ses opinions libérales, il s'exile en Angleterre. Il vit tour à tour en Italie, à Malte et en France, jusqu'à la mort de Ferdinand VII en 1833 et son amnistie en 1834, et retourne alors en Espagne. Il succède peu après à son frère au titre de duc de Rivas.
En 1835, alors qu'il est ministre de l'intérieur, il doit à nouveau quitter le pays. À son retour en 1837, il adhère au parti modéré, devient premier ministre et par la suite ambassadeur à Paris et Naples, puis président de l'Académie royale espagnole.
En 1813, il publie Ensayos poéticos, et jusqu'en 1823, date de son premier exil, plusieurs de ses tragédies (dont les plus remarquables restent Alatar en 1814 et Lanuza en 1822) sont jouées. On note une influence étrangère dans El Moro expósito (1833), un poème narratif dédié au diplomate anglais John Hookham Frere, et plus encore dans Don Álvaro o la fuerza del sino, joué pour la première fois le 22 mars 1835 à Madrid, un des premiers drames romantiques espagnols.

## Œuvres

### Théâtre
- Aliatar (1816)
- Lanuza (1826)
- Arias Gonzalo (1827)
- El desterrado
- Los Hércules
- El faro de Malta (1828)
- Don Álvaro o la fuerza del sino (1835)
- Tanto vales cuanto tienes (1840)
- La morisca de Alajuar (1841)
- El desengaño en un sueño (1842)
- El crisol de la lealtad (1842)
- La azucena milagrosa (1847)